# Sexage
Cet article concerne la détermination du sexe des animaux d'élevage. Pour la notion de sociologie, voir sexage (sociologie).
Le sexage est le fait de déterminer le sexe d’un animal.

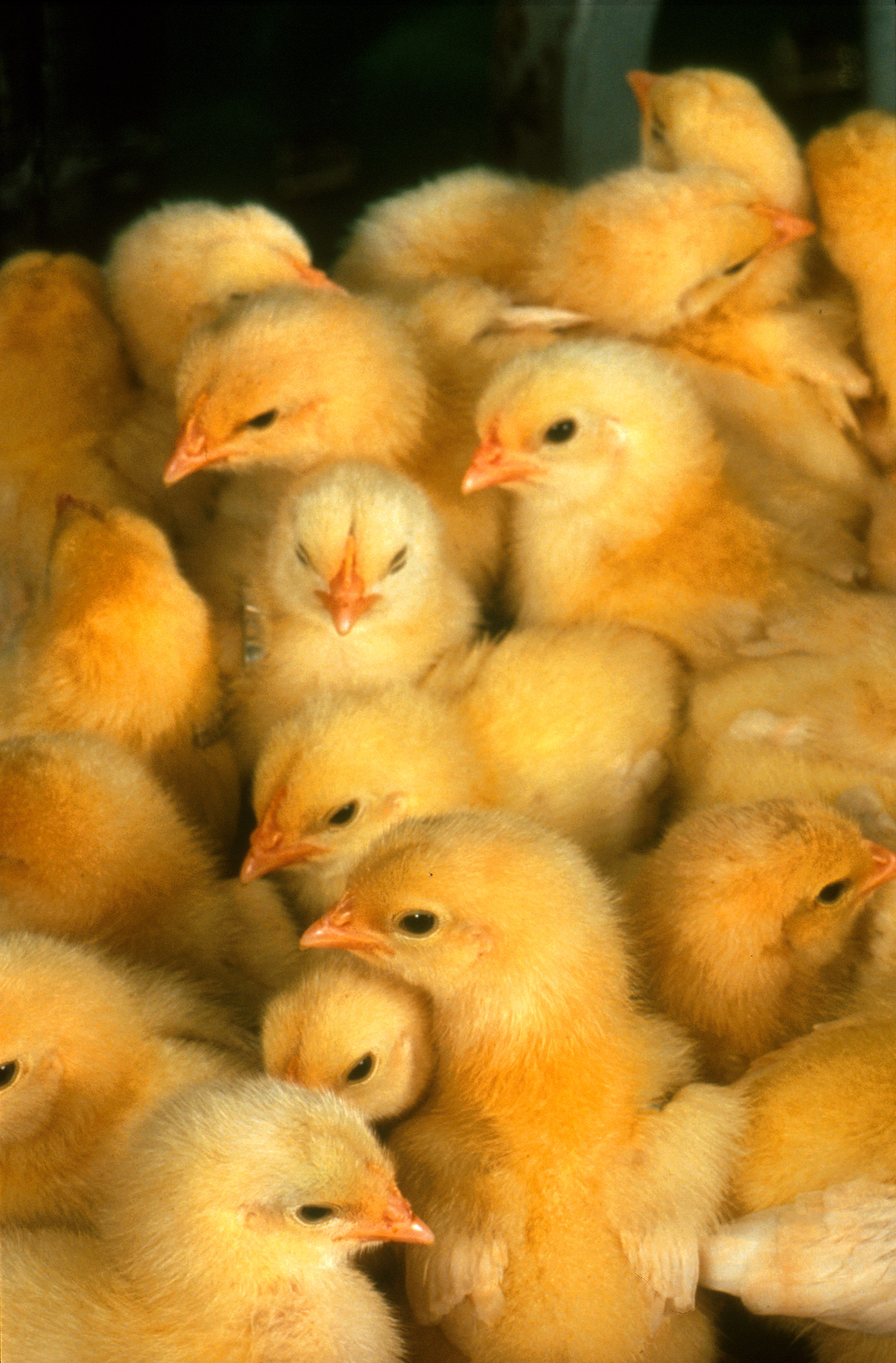
Dans les exploitations agricoles, déterminer le sexe des poussins d'un jour permet de trier les mâles et les femelles, selon que l'on veut élever des poulets de chair (mâles) ou des poules pondeuses (femelles).

Il peut être jugé nécessaire de choisir ou modifier le sexe d'animaux d'élevage, en vue d'une reproduction assistée, d'une sélection génétique ou pour des élevages plus rentables. 
Certaines espèces comme les oiseaux ou les reptiles ne disposent pas d'organes sexuels externes, la tâche est difficile lorsque les spécimens ne disposent pas de dimorphismes sexuels marqués ou lorsque la détermination du sexe doit avoir lieu avant le développement des caractères sexuels secondaires.
Des hormones sexuelles peuvent être utilisées pour transformer des populations d'alevins en poissons adultes uniquement mâles ou femelles, selon les préférences des pisciculteurs (un des deux sexes peut par exemple grossir plus vite, être moins agressif, produire du caviar, etc) .
Ainsi les poussins d'un jour sont tués ou élevés en fonction des races pour obtenir des poulets de chair (mâle) ou des poules pondeuses (femelle). Dans ce cas, il s'agit de technique oculaire très difficile à acquérir. 
Dans le cas des espèces qui ne possèdent pas de dimorphisme sexuel marqué comme les tortues marines, certains perroquets et perruches, l'homme a recours à la génétique en identifiant les chromosomes responsables de la détermination sexuelle. On parle alors de sexage ADN.